# Un homme revient
Pour plus de détails, voir Fiche technique et Distribution.
Un homme revient (Un uomo ritorna) est un film dramatique de guerre italien réalisé par Max Neufeld et sortie en 1946.
Considérée comme perdue pendant plusieurs décennies, une copie française complète en 35 mm a été retrouvée à Paris en 2008.

## Synopsis
En 1940, Sergio, technicien en chef d'une centrale hydroélectrique, fête à la maison l'anniversaire de sa mère et son prochain mariage avec Adele, une jeune veuve avec un fils, mais l'atmosphère idyllique est vite assombrie par l'entrée en guerre de l'Italie ; appelé sous les drapeaux, avec le grade de lieutenant, il est fait prisonnier pour trois ans. À la fin du conflit, il revient, mais trouve le pays dévasté, la centrale électrique détruite et des champs de mines dans la campagne. Sa famille retrouve sa mère, sa sœur Luciana et son frère Carletto, qui sont tous invités dans la maison d'Adele et de son frère Anselmo, qui a entre-temps perdu une jambe lors du bombardement.
Tout en essayant de secouer les ouvriers et Siluritto, un vieux profiteur aidé par son chien dans l'inertie dans laquelle ils sont tombés, Sergio tente de les aider en sollicitant des fonds auprès des autorités compétentes de la capitale. Mais lorsqu'il s'y rend, il découvre, outre les tracasseries administratives, que sa sœur, mal conseillée par un de ses amis, a de mauvaises fréquentations et risque de se retrouver dans un réseau prostitutionnel, et que son frère fait commerce de cigarettes de contrebande. Depuis plus d'un an, Adele est sans nouvelles de Giorgio, son fils unique, qui a été déporté lors d'une rafle ; mais un jour, les habitants de l'immeuble découvrent le retour de Mario, un ancien contremaître de la milice auquel ils attribuent la cause de la déportation de Giorgio. Au cours du procès, où il est condamné à vingt ans de prison, Adele apprend que Giorgio est mort dans un camp de prisonniers. Détruite par cette révélation, et consolée en vain par Annunziata et une autre de ses amies, elle prend un pistolet dans le tiroir, déterminée à se faire justice elle-même en essayant de tuer Simonetta, la femme du condamné, mais une fois à l'intérieur de la maison, elle découvre qu'elle a eu deux enfants, dont l'un vient de naître, et décide de renoncer à son projet.
Un an plus tard, nous retrouvons toute la famille réunie dans la maison, Luciana et Carletto ayant abandonné leurs mauvaises fréquentations ; la centrale hydroélectrique fonctionne à nouveau, les champs ont été déminés même si cela a coûté le sacrifice de Siluritto, qui a perdu la vie en découvrant une mine, et tout le village dispose à nouveau de l'électricité. Le bonheur d'antan est perdu à jamais, mais Adèle peut compter sur la proximité de Sergio pour retrouver sa sérénité.

## Fiche technique
- Titre français : Un homme revient[1]
- Titre original italien : Un uomo ritorna[2]
- Réalisateur : Max Neufeld
- Scénario : Ivo Perilli, Anton Giulio Majano, Umberto Del Giglio d'après une histoire de Luigi Giacosi
- Photographie : Giuseppe La Torre
- Montage : Giuseppe Fatigati
- Musique : Carlo Innocenzi
- Décors : Piero Filippone
- Production : Mario Tomasini, Giuseppe Fatigati
- Société de production : Zeus Film
- Pays de production :  Italie
- Langue originale : italien
- Format : Noir et blanc - 1,37:1 - Son mono - 35 mm
- Durée : 90 minutes
- Genre : Drame de guerre
- Dates de sortie :
  - Italie : 21 avril 1946
  - France : 10 mars 1948

## Distribution
- Gino Cervi : Sergio Tibaldi
- Anna Magnani : Adele Vicarelli, la femme de Sergio
- Luisa Poselli : Luciana Tibaldi, la sœur de Sergio
- Felice Romano (it) : Carletto Tibaldi, le frère de Sergio
- Giovanna Cigoli : Teresa Tibaldi, la mère de Sergio
- Gustavo Conforti : Vincenzo, un ouvrier
- Aldo Silvani : Siluritto, le dragueur de mines
- Dina Romano : Annunziata
- Ave Ninchi : une amie d'Adèle
- Carlo Lombardi : l'avocat de la défense
- Cesare Polacco : le commissaire
- Anna Maria Dossena : Silvana, l'amie de Luciana
- Dino Di Luca : Mario Barletti
- Simonetta Adami : Bianca Barletti, sa femme
- Enrico Gozzo : Anselmo Vicarelli, le frère d'Adele
- Carla Rapetti :
- Mario Perrone :
- Antonio Pizzutio :

## Exploitation
Le film a obtenu l'approbation de la censure no 598 du 27 avril 1946 (avec des coupes et des modifications dans six scènes) mais n'a pas rencontré de succès (le film a entregistré 1 454 545 entrées pour une billetterie de 48 000 000 de lires au box-office Italie 1946) et a presque immédiatement disparu de la circulation, bien qu'il ait été projeté en France, sous le titre Un homme revient, et aux États-Unis en décembre 1947 sous le titre Revenge.
Il est à noter que toutes les filmographies consultées mentionnent Olinto Cristina (it) dans le rôle du commissaire, mais à la vision du film, Cesare Polacco (it) est clairement reconnaissable.
Considérée comme perdue pendant plusieurs décennies, une copie française complète en 35 mm a été retrouvée à Paris par Giancarlo Mancini, ainsi qu'une copie italienne 16 mm doublée avec des coupures de la censure, qui ont été restaurées dans l'édition DVD publiée en avril 2008 par Ripley's Home Video.
Le film a également été présenté à la Mostra de Venise 2008 dans le cadre de la rétrospective Questi fantasmi. Il cinema italiano ritrovato (1946-1975).
Le 25 avril 2020, Ripley's Film (détenteur des droits) a mis le film en libre accès pour une journée seulement sur YouTube.